# Volče, Pivka
Volče so naselje v Občini Pivka.